# Кандидат наук

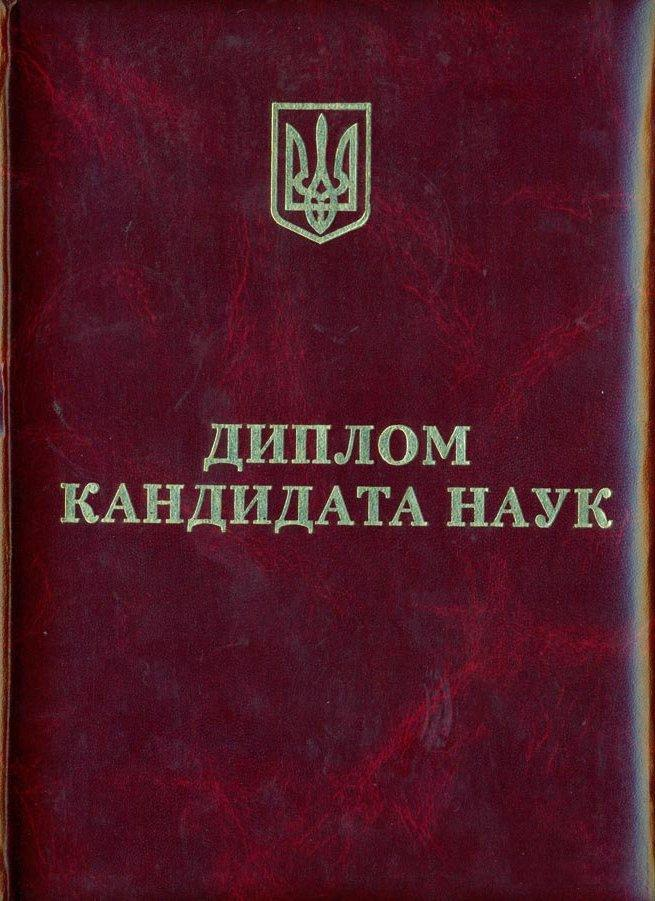
Кандидатський диплом українського зразка

Кандида́т нау́к — науковий ступінь в СРСР та пострадянських державах. В Україні був чинний до 31 грудня 2020 року та за новим  Законом України «Про вищу освіту» прирівнюється до ступеня доктора філософії. Загальні вимоги до здобуття ступенів кандидата наук і доктора філософії подібні, але процедура присудження дещо різниться.

## Історія

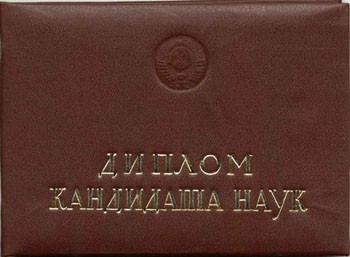
Кандидатський диплом радянського зразка

Науковий ступінь кандидата наук використовувався у Російській імперії з XVIII століття. Був запозичений у країн Західної Європи, а саме − Німеччини. Його здобували студенти старших курсів університетів, які склали перші переддипломні іспити з філософії (Philosophikum, cand. phil.) або медицини (Physikum, cand. med.) тощо.
Наукові ступені в СРСР запровадили постановою Раднаркому від 13 січня 1934 р. Разом з іншими радянськими науковими ступенями та вченими званнями їх успадкувала Україна після розпаду СРСР. Науковий ступінь кандидата наук присуджувався спеціалізованою вченою радою за результатами прилюдного захисту дисертації. Міністерство освіти і науки України (до 2011 — ВАК України) затверджувало рішення вченої ради про присудження наукового ступеня і видавало диплом кандидата наук.
За даними Державної служби статистики України, в Україні, станом на 2013 рік, налічувалося 90113 кандидатів наук.
1 липня 2014 року Верховна Рада України ухвалила Закон України «Про вищу освіту», яким внесено зміни щодо наукових ступенів в Україні. Закон набрав чинності 6 вересня 2014 року. Науковий ступінь кандидата наук, після набрання чинності цим Законом, прирівнюється до наукового ступеня доктора філософії (як першого наукового ступеня). Згідно із Законом, підготовка кандидатів та докторів наук, що здійснювалася вищими навчальними закладами та науковими установами та започаткована до набрання чинності цим Законом, продовжувалася в межах передбаченого строку підготовки. Особи, які закінчили аспірантуру до набрання чинності цим Законом, мали право на захист дисертації протягом одного року. За результатами захисту дисертацій на здобуття наукового ступеня кандидата наук здобувачам присуджувався науковий ступінь кандидата наук та видавався диплом кандидата наук.
Постанова Кабінету Міністрів України «Про затвердження Порядку присудження наукових ступенів» із наступними змінами та доповненнями втратила свою чинність 31 грудня 2020 року (після проведення захисту кандидатських дисертацій особами, які вступили в аспірантуру 2015 року).

## Порядок присудження наукового ступеня

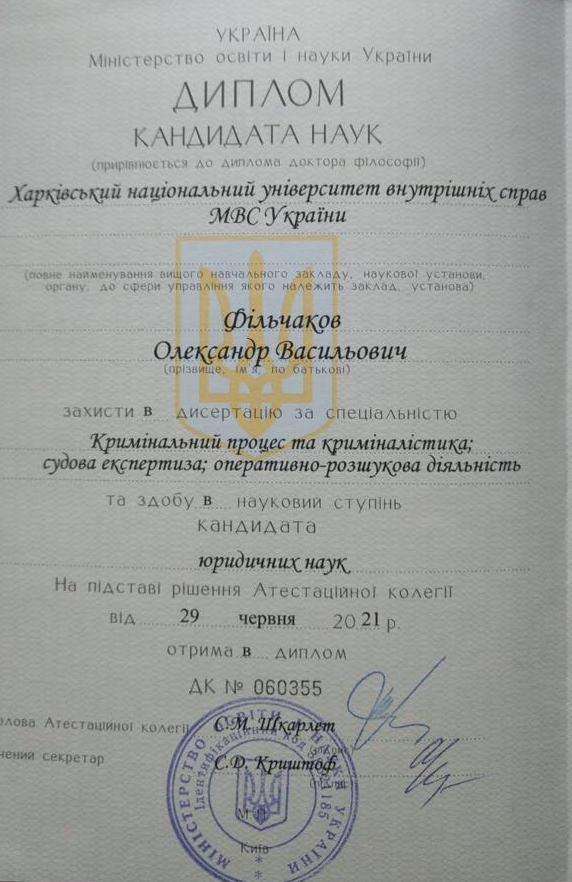
Диплом кандидата наук Олександра Фільчакова

Порядок присудження наукового ступеня «кандидат наук» визначався Постановою Кабінету Міністрів України.
Науковий ступінь кандидата наук присуджувався спеціалізованою вченою радою на підставі прилюдного захисту дисертації та затверджувався Міністерством освіти і науки України з урахуванням висновку відповідної експертної ради.
Кандидатська дисертація подавалася до захисту лише за однією науковою спеціальністю. Дозволялося подавати її до захисту у вигляді опублікованої одноосібної (без співавторів) монографії.
Дисертація на здобуття наукового ступеня кандидата наук повинна була відповідати таким вимогам, як обсяг основного тексту 4,5-7 друкованих аркушів, а для суспільних і гуманітарних наук — 6,5-9 аркушів, оформлених відповідно до державного стандарту. Кандидатська дисертація супроводжувалася окремим авторефератом обсягом 0,7-0,9 друкованого аркуша, які подавалися державною мовою. Вимоги до оформлення автореферату встановлювало Міністерство освіти і науки України.
Здобувач наукового ступеня кандидата наук допускався до захисту дисертації після складення кандидатських іспитів, перелік яких визначало МОН.
Захист дисертації відбувався на відкритому засіданні спеціалізованої вченої ради, що складається з докторів (кандидатів) наук, яким Міністерством освіти і науки України надано право розглядати дисертації з певної спеціальності. Для розгляду кандидатської дисертації призначалися два офіційних опоненти, з яких один — доктор наук, а другий — доктор або кандидат наук. Праця опонентів оплачувалася державою, розмір платні визначався МОН і Мінсоцполітики.
За результатами захисту дисертації спеціалізована вчена рада проводила таємне голосування щодо присудження наукового ступеня. Рішення спеціалізованої вченої ради про присудження наукового ступеня кандидата наук набирало чинності з дати видання наказу МОН про затвердження рішення спеціалізованої вченої ради та видачу відповідного диплома на підставі рішення атестаційної колегії.
У разі порушення спеціалізованою вченою радою вимог нормативно-правових актів з питань присудження наукових ступенів доктора або кандидата наук МОН вживало відповідних заходів аж до скасування рішення ради.
В Україні й країнах пострадянського простору кандидатський ступінь приблизно еквівалентний науковому ступеню Ph.D. (доктор філософії) більшості країн Заходу.
Кандидатський ступінь, як і ступінь доктора філософії, є достатнім, щоб у вищих навчальних закладах обіймати посаду доцента, а в наукових установах — посаду старшого наукового співробітника.

## Наукові галузі
Залежно від спеціальності, за якою відбувається захист кандидатської дисертації, присуджується один із наступних учених ступенів:
| - Кандидат архітектури (канд. арх.) - Кандидат біологічних наук (канд. біол. наук) - Кандидат ветеринарних наук (канд. вет. наук) - Кандидат військових наук (канд. військ. наук) - Кандидат географічних наук (канд. геогр. наук) - Кандидат геологічних наук (канд. геол. наук) - Кандидат наук з державного управління (канд. держ.упр.) - Кандидат економічних наук (канд. екон. наук) - Кандидат історичних наук (канд. іст. наук) - Кандидат культурології (канд. культ.) - Кандидат медичних наук (канд. мед. наук) - Кандидат мистецтвознавства (канд. мист.) - Кандидат педагогічних наук (канд. пед. наук) |  | - Кандидат політичних наук (канд. політ. наук) - Кандидат психологічних наук (канд. психол. наук) - Кандидат сільськогосподарських наук (канд. с.-г. наук) - Кандидат наук із соціальних комунікацій (канд. соц.ком.) - Кандидат соціологічних наук (канд. соц. наук) - Кандидат технічних наук (канд. техн. наук) - Кандидат фізико-математичних наук (канд. фіз.-мат. наук) - Кандидат фармацевтичних наук (канд. фармац. наук) - Кандидат наук з фізичного виховання і спорту (канд. наук з фіз. виховання і спорту) - Кандидат філологічних наук (канд. філол. наук) - Кандидат філософських наук (канд. філос. наук) - Кандидат хімічних наук (канд. хім. наук) - Кандидат юридичних наук (канд. юр. наук) |

Раніше також існував ступінь кандидата військово-морських наук. Деякий час (близько 1940-х років) вчений ступінь кандидата мистецтвознавства мав назву «кандидат мистецтвознавчих наук». У радянський період (як і в сучасній Росії) ступінь кандидата геологічних наук носив назву «кандидат геолого-мінералогічних наук» (к. г.-м. н.). Державне управління як галузь, з якої присуджуються наукові ступені, затверджена постановою президії ВАК України від 14 грудня 2006 р. № 46-06/11.